# Moragne
Moragne település Franciaországban, Charente-Maritime megyében. Lakosainak száma 538 fő (2022. január 1.). Moragne Genouillé, Lussant, Saint-Coutant-le-Grand, Saint-Crépin, Tonnay-Boutonne és Tonnay-Charente községekkel határos.

## Népesség
A település népességének változása:
| Lakosok száma | 285  | 318  | 394  | 442  | 483  | 500  | 507  | 517  | 531  | 538  |
|               | 1968 | 1982 | 1990 | 2006 | 2013 | 2015 | 2017 | 2019 | 2020 | 2022 |